# Nuova A.M.G. Sebastiani Basket 2009-2010
Questa voce raccoglie le informazioni riguardanti la Nuova A.M.G. Sebastiani Basket nelle competizioni ufficiali della stagione 2009-2010.

## Stagione
La stagione 2009-2010 della Nuova A.M.G. Sebastiani Basket, sponsorizzata Martos Napoli, è la 3ª nel massimo campionato italiano di pallacanestro, la Serie A.
All'inizio della nuova stagione la Lega Basket decise di modificare il regolamento riguardo al numero di giocatori stranieri da schierare contemporaneamente in campo. Si potevano iscrivere a referto 6 giocatori stranieri di cui massimo 3 non appartenenti a Paesi appartenenti alla FIBA Europe.
Nell'estate 2009 il presidente Gaetano Papalia comunicò ufficialmente la decisione di spostare la sede amministrativa e la rappresentanza sportiva del club dalla città di Rieti a quella di Napoli.
Inizialmente la squadra partì in campionato con un handicap di 4 punti, poi ridotti a 2, a causa di irregolarità di bilancio riscontrate nel corso della stagione precedente, quando ancora il club era a Rieti. Nel dicembre 2009 sono arrivati ulteriori 6 punti di penalità per mancati adempimenti.
Dopo la pausa natalizia i giocatori non fecero rientro a Napoli, trovandosi una nuova sistemazione a fronte della situazione che si era venuta a creare. Il 3 gennaio 2010, in occasione del match interno contro Biella, scesero in campo alcuni ragazzi provenienti dalla formazione Under-19 conosciuti per la prima volta da coach Pasquini il giorno stesso della partita: gli unici giocatori della prima squadra rimasti a disposizione furono Muurinen e Spippoli. La partita terminò con un surreale 54-124 per i biellesi in un PalaBarbuto semi-deserto.
Una settimana più tardi la Martos affrontò la trasferta sul campo della Lottomatica Roma presentandosi perlopiù con lo stesso organico. Un'altra partita senza storia, con un vantaggio romano già eloquente all'intervallo sul 66-18: il risultato finale di 138-37 sbriciola ogni precedente record, visto che nel basket professionistico italiano mai nessuna partita si era conclusa con tale scarto.
La seconda giornata di ritorno prevede il derby campano con Avellino, che termina con un nuovo scarto record (102 punti). Due settimane più tardi, l'altro derby con Caserta finisce 181-58, polverizzando nuovamente tale primato (+123). La squadra è stata esclusa dal torneo per non aver pagato la 2° rata professionistica alla LegaBasket e perderanno tutte le rimanenti partite 20-0. In data 15 aprile 2010, la commissione agonistica della FIP ha annullato tutta la stagione della squadra ed escluso la squadra dalla classifica.

### Nuove penalizzazioni
A causa delle penalizzazioni subite ad inizio campionato e delle zero vittorie sul campo, la Martos è matematicamente retrocessa in LegaDue con dieci giornate d'anticipo.
Il 10 febbraio 2010, il presidente Papalia viene inibito per tre anni e quattro mesi a causa di irregolarità nel pagamento dei contributi per alcuni atleti. Contemporaneamente la società viene anche penalizzata in classifica con ulteriori dodici punti di penalizzazione, da scontare nella successiva stagione di LegaDue. Inoltre, a seguito di ulteriori controlli nel pagamento delle ritenute, il 5 marzo vengono inflitti altri otto punti, sempre da scontare nella successiva stagione, portando il totale a -20.
Il 13 aprile 2010 il Giudice Sportivo della Fip esclude definitivamente la Nuova AMG Sebastiani dal campionato di Serie A, sanzionando il mancato pagamento delle tasse di gara in base all'art. 89 del Regolamento Esecutivo.
Per la stagione successiva la squadra non verrà retrocessa nella serie inferiore, ma le fu permesso di avanzare richiesta al Consiglio Federale l'iscrizione per partecipare alla A Dilettanti. Tale possibilità non verrà fatta valere e nel campionato successivo la NSB non prenderà parte a nessun campionato.

## Roster
Aggiornato al 12 gennaio 2022.
| NSB Martos Napoli 2009-10 | NSB Martos Napoli 2009-10 |
| Giocatori                 | Staff tecnico             |
| ------------------------- | ------------------------- |

| N. | Naz.                                     | Ruolo | Nome                | Anno | Alt.   | Peso   |  |
| -- | ---------------------------------------- | ----- | ------------------- | ---- | ------ | ------ |  |
| 4  | Finlandia (bandiera)                     | AG    | Kimmo Muurinen      | 1981 | 202 cm | 97 kg  |  |
| 5  | Italia (bandiera)                        | P     | Pierluigi Aprea     | 1991 | 190 cm | 83 kg  |  |
| 6  | Lettonia (bandiera)                      | G     | Armands Šķēle       | 1983 | 193 cm | 90 kg  |  |
| 7  | Italia (bandiera)                        | C     | Matteo Spippoli     | 1981 | 212 cm | 110 kg |  |
| 8  | Stati Uniti (bandiera)                   | P     | Kevin Kruger        | 1983 | 186 cm | 85 kg  |  |
| 8  | Stati Uniti (bandiera)                   | P     | Travis Best         | 1972 | 180 cm | 83 kg  |  |
| 10 | Italia (bandiera)                        | P     | Davide Bonora       | 1973 | 185 cm | 89 kg  |  |
| 11 | Nigeria (bandiera)                       | C     | Kenny Adeleke       | 1983 | 205 cm | 108 kg |  |
| 13 | Italia (bandiera)                        | GA    | Luca Domenicone     | 1991 | 193 cm | 85 kg  |  |
| 14 | Slovenia (bandiera)                      | AG    | Dragiša Drobnjak    | 1977 | 200 cm | 110 kg |  |
| 15 | Argentina (bandiera) · Italia (bandiera) | A     | Mario Gigena        | 1977 | 198 cm | 98 kg  |  |
| 16 | Grecia (bandiera)                        | G     | Dīmītrīs Tsaldarīs  | 1980 | 196 cm | 95 kg  |  |
| 19 | Stati Uniti (bandiera)                   | G     | Damon Jones         | 1976 | 191 cm | 86 kg  |  |
| 22 | Argentina (bandiera) · Italia (bandiera) | A     | Roberto Gabini      | 1975 | 198 cm | 95 kg  |  |
| 32 | Stati Uniti (bandiera)                   | C     | Robert Traylor      | 1977 | 204 cm | 130 kg |  |
|    | Italia (bandiera)                        | P     | Federico Antonelli  | 1991 | 182 cm |        |  |
|    | Italia (bandiera)                        | A     | Lorenzo Apuzzo      | 1993 | 195 cm |        |  |
|    | Italia (bandiera)                        |       | Filippo Bellini     | 1992 |        |        |  |
|    | Italia (bandiera)                        |       | Francesco Cattani   | 1991 |        |        |  |
|    | Italia (bandiera)                        |       | Riccardo Ciavarroni | 1992 |        |        |  |
|    | Italia (bandiera)                        |       | Marco Di Battista   | 1991 |        |        |  |
|    | Italia (bandiera)                        |       | Piero Fusacchia     | 1992 |        |        |  |
| -  | Italia (bandiera)                        |       | Matteo Giovannelli  | 1992 |        |        |  |
|    | Italia (bandiera)                        |       | Marco Guidotti      | 1994 |        |        |  |
|    | Italia (bandiera)                        |       | Giacomo Gunnella    | 1992 |        |        |  |
| -  | Italia (bandiera)                        |       | Simone Onofri       | 1992 |        |        |  |
|    | Italia (bandiera)                        |       | Piero Santocchi     | 1991 |        |        |  |

| Allenatore |
| - Franco Marcelletti (fino al 23 ottobre) - Federico Pasquini (dal 23 ottobre)                                                             |
| Assistente/i |
| - Federico Pasquini (fino al 23 ottobre) - Pasquale Palladino (dal 23 ottobre) Legenda - (C) Capitano - (IN) Inattivo - Infortunato Roster |

## Mercato

### Sessione estiva
| Acquisti | Acquisti           | Acquisti        | Acquisti   | Acquisti |
| R.       | Nome               | da              | Modalità   |          |
| -------- | ------------------ | --------------- | ---------- | -------- |
| C        | Kenny Adeleke      | Galatasaray     | definitivo |          |
| AG       | Dragiša Drobnjak   | Turów Zgorzelec | definitivo |          |
| P        | Davide Bonora      | Reyer Venezia   | definitivo |          |
| G        | Dīmītrīs Tsaldarīs | Aris Salonicco  | definitivo |          |
| PG       | J.R. Reynolds      | Reyer Venezia   | definitivo |          |
| AG       | Kimmo Muurinen     | Espoon Honka    | definitivo |          |
| P        | Kevin Kruger       | Utah Flash      | definitivo |          |

| Cessioni | Cessioni            | Cessioni        | Cessioni       | Cessioni |
| R.       | Nome                | a               | Modalità       |          |
| -------- | ------------------- | --------------- | -------------- | -------- |
| AP       | Omar Thomas         | N.B. Brindisi   | fine contratto |          |
| C        | Jiří Hubálek        | Dinamo Sassari  | fine contratto |          |
| P        | Jerry Green         | Pall. Cantù     | fine contratto |          |
| AG       | Vaggelīs Sklavos    | Triboldi        | fine contratto |          |
| PG       | Diego Grillo        | Seb. B.C. Rieti | fine contratto |          |
| G        | Folarin Campbell    | Artland Dragons | fine contratto |          |
| P        | Nelson Ingles       | Boca Juniors    | fine contratto |          |
| AG       | Stefano Martellucci |                 | fine contratto |          |
| PG       | J.R. Reynolds       | Free agent      | rescissione    |          |

### Dopo l'inizio della stagione
| Acquisti | Acquisti       | Acquisti        | Acquisti         | Acquisti   |
| R.       | Nome           | da              | Data             | Modalità   |
| -------- | -------------- | --------------- | ---------------- | ---------- |
| A        | Roberto Gabini | Free agent      | 16 ottobre 2009  | definitivo |
| G        | Damon Jones    | Milwaukee Bucks | 23 ottobre 2009  | definitivo |
| G        | Armands Šķēle  | Free agent      | 30 ottobre 2009  | definitivo |
| C        | Robert Traylor | Free agent      | 13 novembre 2009 | definitivo |
| P        | Travis Best    | Free agent      | 11 dicembre 2009 | definitivo |

| Cessioni | Cessioni           | Cessioni           | Cessioni         | Cessioni    |
| R.       | Nome               | a                  | Data             | Modalità    |
| -------- | ------------------ | ------------------ | ---------------- | ----------- |
| C        | Kenny Adeleke      | Free agent         | 5 novembre 2009  | rescissione |
| AP       | Mario Gigena       | Veroli Basket      | 3 dicembre 2009  | rescissione |
| AG       | Dragiša Drobnjak   | Ostenda            | 9 dicembre 2009  | rescissione |
| G        | Dīmītrīs Tsaldarīs | Sutor Montegranaro | 29 dicembre 2009 | rescissione |
| P        | Davide Bonora      | Olimpia Matera     | 6 gennaio 2010   | rescissione |
| AG       | Kimmo Muurinen     | Scafati Basket     | 13 gennaio 2010  | rescissione |
| A        | Roberto Gabini     | Jesi Academy       | 14 gennaio 2010  | definitivo  |
| P        | Kevin Kruger       | Utah Flash         | 10 febbraio 2010 | rescissione |